# NGC 3016
NGC 3016 (другие обозначения — UGC 5266, MCG 2-25-40, ZWG 63.77, IRAS09471+1255, PGC 28269) — спиральная галактика (Sb) в созвездии Льва. Открыта Р. Дж. Митчеллом в 1854 году.
В галактике зарегистрировано две вспышки объектов, более тусклых, чем сверхновые, с абсолютной звёздной величиной около −15m. Они получили названия SNhunt23 и SNhunt32.
Возможно, что в древности NGC 3016 взаимодействовала с NGC 3019, что привело к некоторой асимметрии в формах этих галактик.
Этот объект входит в число перечисленных в оригинальной редакции «Нового общего каталога».